# Julián del Castillo Sánchez
Julián del Castillo Sánchez (c. 1864) fue un militar español.

## Biografía
Militar profesional, perteneciente al arma de infantería. Participó en la guerra de Cuba, durante la cual ganó la Cruz Laureada de San Fernando. En julio de 1936, al comienzo de la Guerra civil, tenía 72 años y se encontraba en Madrid retirado del Ejército, con el rango de teniente.
Se uniría al nuevo Ejército Popular de la República, ocupando diversos puestos de mando. Tuvo un papel relevante durante la defensa de Madrid. A finales de febrero de 1937 asumió el mando de la 17.ª Brigada Mixta, con su puesto de mando en Morata de Tajuña Mantuvo el mando hasta finales de año. A finales de abril de 1938 fue nombrado comandante de la 50.ª División, de nueva creación, con la que intervendría en la campaña de Levante. En julio asumió brevemente el mando del VIII Cuerpo de Ejército, en el frente de Extremadura. Posteriormente asumiría el mando de la 63.ª División, alcanzando el rango de teniente coronel.
Hacia el final de la contienda era comandante militar de Almería. En marzo de 1939, tras el golpe de Casado, fue cesado.